# Нацистская символика
Наци́стская симво́лика — символика, включая изображения, фразы, кодовые слова, использовавшаяся Национал-социалистической немецкой рабочей партией и другими нацистскими организациями, а также подражающая ей символика неонацистов. В ряде стран приняты законы против использования нацистской символики.

## В нацистской Германии

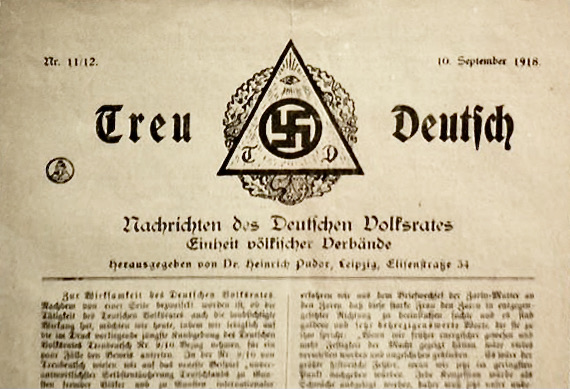
Фёлькише-газета Treu Deutsch («Истинный немец») 1918 года, публиковавшаяся Генрихом Пудором, с изображением свастики

На нацистскую символику оказали влияние немецкое расистское националистическое движение фёлькише и ариософия. Так, в 1919 году Фридрих Крон, член Общества Туле и «Germanenorden», разработал оригинальную версию нацистской свастики и первоначальный дизайн флага нацистского движения. Этот флаг был модифицирован Адольфом Гитлером и позже стал флагом нацистской Германии. Руны также заимствовались из фёлькише.
В первой половине XX века нацистская партия широко использовала графический символизм. Основным символом стал Hakenkreuz (букв. «крюко-крест») — свастика, также изображавшаяся на флагах, включая государственный флаг нацистской Германии.
Среди других использовавшихся нацистами символов были:
- Нацистское приветствие (нем. Deutscher Gruß, Hitlergruß), состоявшее из поднятия правой руки под углом примерно в 45 градусов с распрямлённой ладонью и восклицания нем. Heil Hitler! — «Да здравствует Гитлер!», «Слава Гитлеру!» (на русском языке обычно передаётся как Хайль Гитлер) или просто нем. Heil!.
- «Зиг хайль!» (нем. Sieg Heil! — «Да здравствует Победа!» или «Победе слава!») — другой распространённый лозунг, выкрикиваемый одновременно с нацистским приветствием (особенно на массовых собраниях). В качестве официального приветствия не употреблялся.
- «Кровь и почва» (нем. Blut und boden) — лозунг, использовавшийся нацистами для обозначения своих ценностей: «расово чистая» нация («кровь») на своей земле («почва»)[1].
- Орёл со свастикой — официальный герб нацистской Германии.
- «Молнии» СС (, две руны Совило)[7][8].
- Различные руны и руноподобные символы[9][10], например Одал, Вольфсангель.
- Чёрная униформа и знаки отличия СС.
- Коричневые рубашки штурмовых отрядов.
- «Мёртвая голова» — знак отличия одноимённого подразделения СС по охране концлагерей, эмблема сформированной из этого подразделения одноимённой танковой дивизии[11], а также персональный наградной знак в виде кольца.
- Личный штандарт Адольфа Гитлера.
- Ирминсуль — неоязыческий символ, который использовало исследовательское подразделение СС «Аненербе» [12].
- Молот и меч — символ штрассеризма, направления нацизма с идеологией третьего позиционирования, использовал в качестве своей эмблемы скрещенные молот и меч.

### Свастика

Флаг со свастикой, предложенный Фридрихом Кроном и модифицированный Адольфом Гитлером, стал флагом Германии в 1935—1945 годах

Главным символом нацистов был флаг со свастикой. Он имел чёрно-бело-красную цветовую гамму, основанную на цветах флага Германской империи. Также эти цвета противопоставлялись германскими националистами чёрно-красно-жёлтому флагу Веймарской республики. Впервые данный флаг нового движения, предложенный Фридрихом Кроном и модифицированный Гитлером, появился на митинге НСДАП в Штарнберге 20 мая 1920 года. В 1924 году, находясь в заключении после неудавшегося Пивного путча, Адольф Гитлер писал в своей книге «Моя борьба»: «Как национал-социалисты мы связываем нашу программу с нашим флагом. Красный цвет на нем означает социальную идею движения, белый — националистическую идею, свастика заключает идею борьбы за победу арийского человека, а также <…> победу идеи созидательного труда, которая как таковая всегда была и будет направлена против семитов».
В целом, несмотря на то, что свастика была популярным символом в искусстве ещё до его использования нацистской Германией и имеет длительное наследие во многих других культурах, в настоящее время из-за ассоциации с нацизмом использование свастики зачастую считается синонимом подражания нацистам. Некоторые другие символы, например, руны, после Второй мировой войны также обладают негативной коннотацией.

С 1933 года две руны «Зиг» являлись знаком отличия ордена СС

### Руны
Нацисты, связывая себя с германскими традициями, использовали руны. Использовались как буквы исторического рунического алфавита, так и их осовремененная версия — «арманические руны», 18 псевдорун, опубликованных в 1908 году Гвидо фон Листом. В основном использовались руны Совило, Эйваз, Тиваз, Одал и Альгиз.
Гвидо фон Лист — оккультист, идеолог движения фёлькише, создатель эзотерического учения арманизма («ариософии»), — был важной фигурой в нацистском оккультизме и возрождении рун в конце XIX — начале XX века. В 1908 году он опубликовал работу «Тайна рун», приведя в ней 18 «арманических рун», основанных на Младшем футарке, привидевшихся ему при временной слепоте во время операции по удалению катаракты на обоих глазах в 1902 году.
Гвидо фон Лист утверждал, что германские народы, или «арийцы», имели письменность задолго до христианства. По его мнению, в рунах содержится зашифрованный тайный смысл, открывавшийся только посвящённым. Нацистский теоретик Герман Вирт, сравнивая доисторические рисунки и орнаменты, видел в них следы первобытной письменности. Это, по его мнению, доказывало существование древнейшей «атланто-нордической культуры», созданной «атланто-нордической расой» и распространявшейся волнами из Арктики. В 1920-х годах оккультные идеи получили широкое распространение в Германии. Рудольф Йохан Горслебен, пропагандировавший «арийский» мистицизм и идею превосходства «арийцев» над другими расами, был приверженцем магии рун и считал их «проводниками тонких энергий». Одним из его помощников был будущий нацистский расовый теоретик Ханс Гюнтер.

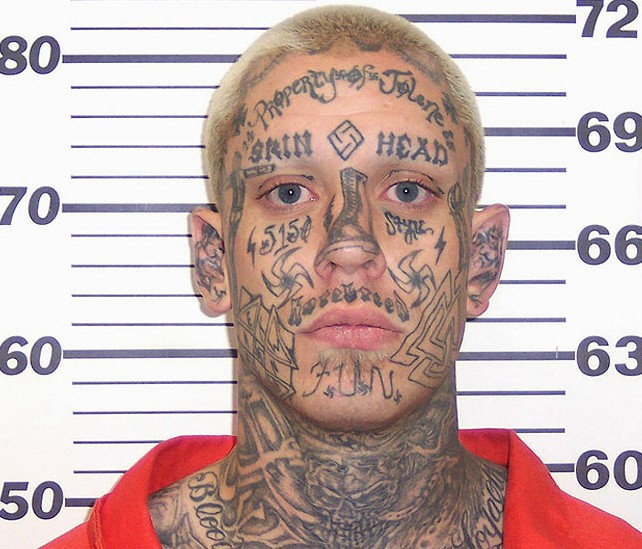
Кертис Майкл Олджер, американский скинхед-убийца с татуировками в виде нацистских, неонацистских и неоязыческих символов

У нацистов руна «S» («Совило») называется «Зиг», вероятно из-за влияния фон Листа, связавшего её с англосаксонской руной Сигел. Вольфсангель не является исторической руной, имеет форму руны «Гибор» фон Листа, связанной с англосаксонской Гебо.

## Неонацистская символика
Символы, использованные нацистами, в дальнейшем стали использоваться неонацистскими группами. Также неонацисты используют различные цифровые символы, например:
- 18 — числовой акроним имени «Adolf Hitler». Цифры означают позицию букв в латинском алфавите: «A» = 1, «H» = 8[21].
- 88 — числовой акроним клича «Heil Hitler!». «8» — позиция буквы «H» в латинском алфавите[22].
- 14 или «Четырнадцать слов» придуманы неонацистом Дэвидом Лэйном, в конце XX века как лозунг «превосходства белой расы»[23].

14 и 88 иногда комбинируются вместе (например: 14/88, 8814, 1488).

## Распространение
Помимо неонацистов нацистскую символику могут использовать сторонники превосходства «белой расы». В послевоенный период они применяют сочетание изображений и фраз, особенно закодированный язык и цифры, чтобы продемонстрировать поддержку нацизма. Нацистские кодовые слова и фразы используются различными группами ненависти, выступающими за превосходство «белой расы», чтобы избежать цензуры или общественного порицания. Эта внешняя поддержка может принимать различные формы, например, использование символов на флагах или одежде или в виде татуировок, в том числе тех, которые сторонниками превосходства «белой расы» «заслужили» путём совершения актов насилия.

## Галерея

Герб нацистской Германии
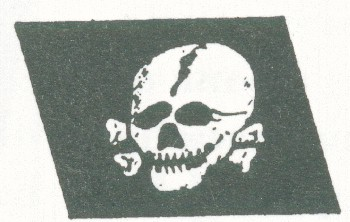
Мёртвая голова, знак отличия СС
Вольфсангель, эмблема 2-й танковой дивизии СС «Рейх»[26]
Руна Одал[16][17]
Руна Альгиз
Эмблема 4-й полицейской моторизованной дивизии СС
Солнечный крест, был эмблемой «Nasjonal Samling» (1933—1945), болг. «Ратник» (1936—1944), амер. Ку-клукс-клана (1860-е — 1970-е).
Вариация кельтского креста, используется как вариант солнечного креста некоторыми неонацистами[27]
Сломанный солнечный крест, использовался в германском языческо-нацистском обществе Движение веры[англ.] (1933–1945), обществом Туле[28][29] и в эмблеме 5-й танковой дивизии СС
Чёрное Солнце, символ нацистского оккультизма[30][31][32]
Символ Штрассеризма
Личный штандарт Адольфа Гитлера
Железный крест (версия 1939 года)
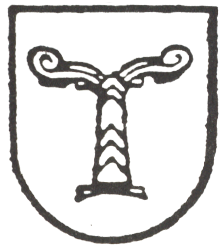
Ирминсуль

## Юридические запреты

### Россия
В России в современном юридическом контексте под нацистской символикой понимается любая символика (знамёна, значки, атрибуты униформы, приветствия и пароли), воспроизводящая символику, использовавшуюся НСДАП и Фашистской партией Италии, как то: свастики, фасции, приветственные жесты и т. п. При этом в законодательстве отсутствует определение нацистской символики, однако такое определение ранее содержалось в законе Москвы от 15 января 1997 года «Об административной ответственности за изготовление, распространение и демонстрацию нацистской символики на территории города Москвы». Это определение причисляло к нацистской символике также символику НСДАП и Фашистской партии Италии. Этот закон был отменён в связи со вступлением в силу КоАП РФ.
Пропаганда и публичное демонстрирование нацистской символики или символики, сходной с ней до степени смешения, запрещены в России статьёй 20.3 КоАП РФ («Пропаганда либо публичное демонстрирование нацистской атрибутики или символики, либо атрибутики или символики, сходных с нацистской атрибутикой или символикой до степени смешения…»). Согласно федеральному закону «О противодействии экстремистской деятельности» от 25.07.2002 № 114-ФЗ «пропаганда и публичное демонстрирование» такой атрибутики или символики рассматриваются как экстремизм (экстремистская деятельность). В комментариях к кодексу к нацистской (фашистской) символике относятся символика НСДАП, фашистской партии Италии, СС, гестапо. Спорным является отнесение к нацистской символики рейхсвера, вермахта и прочей военной символики.
В ноябре 2014 года статья 20.3 КоАП РФ была расширена и дополнена, чтобы запрет распространялся на символику экстремистских организаций и любую другую символику, пропаганда либо публичное демонстрирование которой запрещено федеральными законами. К экстремистской символике также могут относить символику, заявленную как «древнеславянская», или «славяно-арийская», если в её основе лежит свастика, использовавшаяся в нацистской Германии.
15 апреля 2015 года была опубликована официальная позиция Роскомнадзора, согласно которой демонстрация нацистской символики без целей пропаганды не является нарушением закона о противодействии экстремизму.
19 ноября 2019 года Госдума разрешила показывать свастику в просветительских целях. Отмечается, что атрибутика может демонстрироваться в произведениях искусства, литературы, науки и сообщениях СМИ. Согласно поправкам, внесенным во втором чтении, показ символики не должен являться пропагандой или оправдывать преступления нацистской Германии.
18 февраля 2020 года Госдума приняла закон об отмене штрафов за показ свастики без пропаганды. Законопроект дополнил статью 20.3 КоАП (пропаганда либо публичное демонстрирование нацистской атрибутики или символики). Согласно законопроекту, норма не распространяется на те случаи, когда при показе такой символики «формируется негативное отношение к идеологии нацизма» и нет признаков пропаганды.
Правонарушение по статье 20.3 КоАП РФ влечёт за собой наложение административного штрафа на граждан в размере от одной до двух тысяч рублей с конфискацией предмета административного правонарушения либо административный арест на срок до пятнадцати суток с такой же конфискацией. Кроме того, признанный виновным не может быть выдвинут на выборах и попадает в поле зрения Центра «Э» МВД России.

### Германия
В Германии символика НСДАП, а также других запрещённых и антиконституционных организаций запрещена к распространению § 86а Уголовного кодекса. К запрещённой символике относятся знамёна, значки, отдельные предметы униформы, пароли и формы приветствия, а также сходные с ними знаки.

### Украина
Закон «Об осуждении коммунистического и национал-социалистического (нацистского) тоталитарных режимов в Украине и запрете пропаганды их символики» (закон № 317-VIII) вступил в силу 21 мая 2015 года.
Согласно статье 436-1 Уголовного кодекса Украины, изготовление, распространение, а также публичное использование символики коммунистического, национал-социалистического (нацистского) тоталитарных режимов, в том числе в виде сувенирной продукции…, — наказывается ограничением свободы на срок до пяти лет или лишением свободы на тот же срок, с конфискацией имущества или без таковой.

## Стилистически производные символы

Флаг организации «Новый порядок[англ.]» (Италия, 1956—1973)
Флаг Американской нацистской партии (США, с 1959) и Всемирного союза национал-социалистов (с 1962)
Флаг Национал-большевистской партии
Четырёхлучевая свастика РНЕ[44]
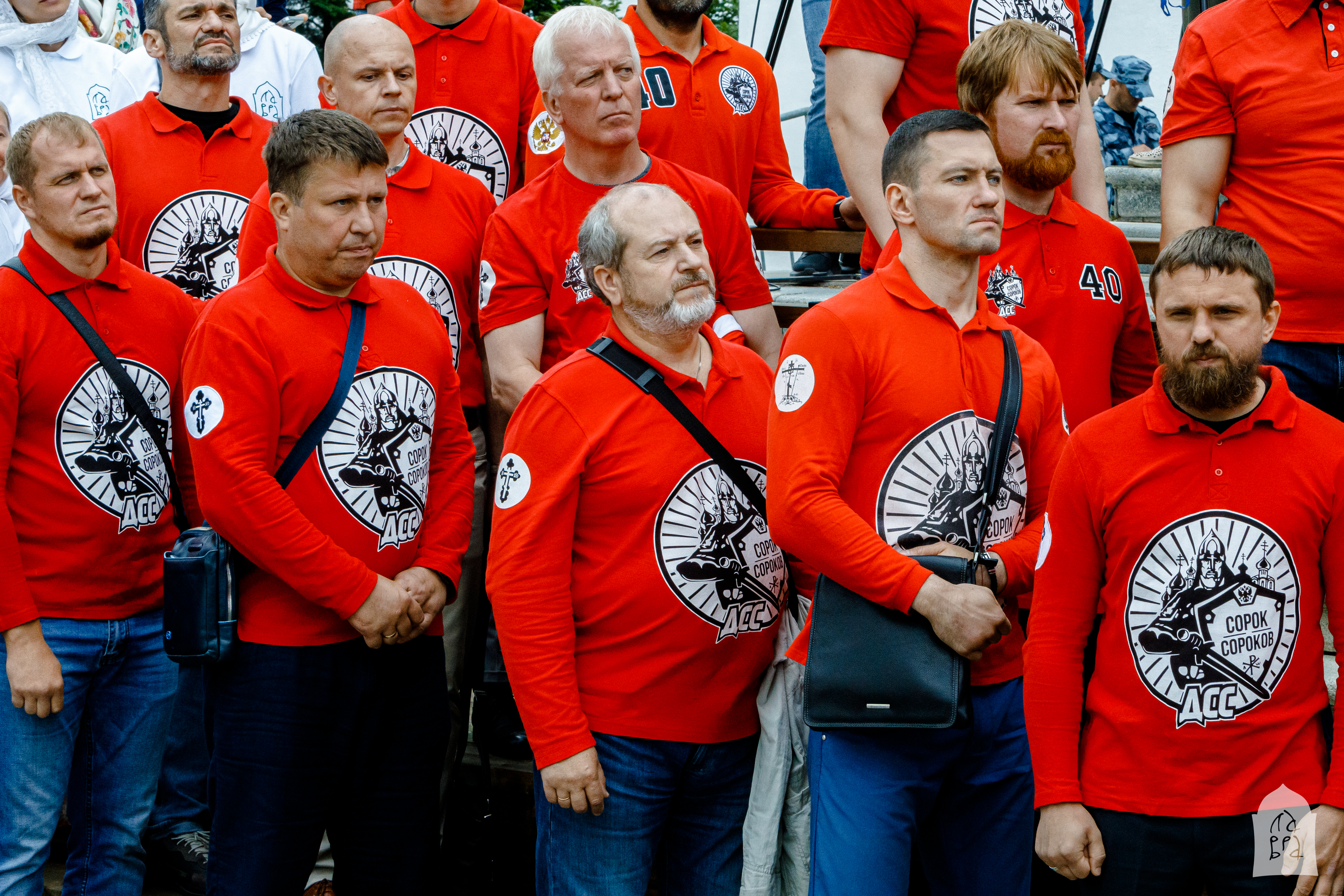
Движение «Сорок сороков»[45] (Россия, с 2013)
Флаг РНЕ с 2014 года (Россия)
Граммар-наци
Флаг движения сопротивления африканеров
Один из вариантов флага Национального фронта